# Goede tijden, slechte tijden (seizoen 28)
Het achtentwintigste seizoen van Goede tijden, slechte tijden startte op 4 september 2017. Het seizoen werd elke werkdag uitgezonden op RTL 4.

## Rolverdeling

### Aanvang
Het achtentwintigste seizoen telde 220 afleveringen (aflevering 5626-5845)
| Acteur               | Personage        | Afleveringen |
| -------------------- | ---------------- | ------------ |
| Jette van der Meij   | Laura Selmhorst  | Hele seizoen |
| Caroline De Bruijn   | Janine Elschot   | Hele seizoen |
| Erik de Vogel        | Ludo Sanders     | Hele seizoen |
| Melissa Drost        | Sjors Langeveld  | Hele seizoen |
| Everon Jackson Hooi  | Bing Mauricius   | Hele seizoen |
| Marly van der Velden | Nina Sanders     | Hele seizoen |
| Ruud Feltkamp        | Noud Alberts     | Hele seizoen |
| Marjolein Keuning    | Maxime Sanders   | 5626         |
| Joep Sertons         | Anton Bouwhuis   | Hele seizoen |
| Guido Spek           | Sjoerd Bouwhuis  | 5626–5844    |
| Robin Martens        | Rikki de Jong    | 5626–5704    |
| Dilan Yurdakul       | Aysen Baydar     | Hele seizoen |
| Babette van Veen     | Linda Dekker     | Hele seizoen |
| Buddy Vedder         | Rover Dekker     | 5626–5689    |
| Stijn Fransen        | Sam Dekker       | 5626–5823    |
| Ferri Somogyi        | Rik de Jong      | Hele seizoen |
| Jord Knotter         | Job Zonneveld    | 5626–5668    |
| Britt Scholte        | Kimberly Sanders | Hele seizoen |
| Ferry Doedens        | Lucas Sanders    | Hele seizoen |
| Alkan Çöklü          | Amir Nazar       | Hele seizoen |

### Nieuwe rollen
De rollen die in de loop van het seizoen werden geïntroduceerd als belangrijke personages
| Acteur          | Personage       | Afleveringen |
| --------------- | --------------- | ------------ |
| Anouk Maas      | Zoë Xander      | 5628–5845    |
| Max Willems     | Q Bouwhuis      | 5671–5845    |
| Beaudil Elzenga | Loes de Haan    | 5684–5845    |
| Tim Immers      | Mark de Moor    | 5809–5845    |
| Lidewij Mahler  | Marieke de Moor | 5809–5845    |